# کارین الحرار
کارینه الحرار-هارتشتاین (عبری: קָארִין אֶלְהָרָר-הָרְטְשְׂטֵיין‎، زادهٔ ۹ اکتبر ۱۹۷۷) یک وکیل و سیاستمدار اسرائیلی است که در حال حاضر به عنوان وزیر زیرساخت‌های ملی، انرژی و منابع آب فعالیت می‌کند. او قبلاً از سال ۲۰۱۳ تا ۲۰۲۱ عضو کنست برای یش عتید بود.

## زندگی‌نامه
الحرار در کریات اونو در خانواده موتی و کولت الحرار، که مهاجران یهودی مراکشی بودند به دنیا آمد. الحرار قبل از اخذ مدرک LLM از کالج حقوق واشینگتن در دانشگاه امریکن، در کالج مطالعات آکادمیک مدیریت برای مدرک لیسانس حقوق درس می‌خواند. او بین سال‌های ۲۰۰۸ و ۲۰۱۳ ریاست کلینیک حقوقی دانشگاه بار-ایلان را بر عهده داشت و در زمینه حقوق بازماندگان هولوکاست، افراد دارای معلولیت و بازنشستگان تخصص داشت.
الحرار در ریشون لزیون زندگی می‌کند و متأهل و دارای دو فرزند است. او دیستروفی عضلانی دارد و از ویلچر استفاده می‌کند.

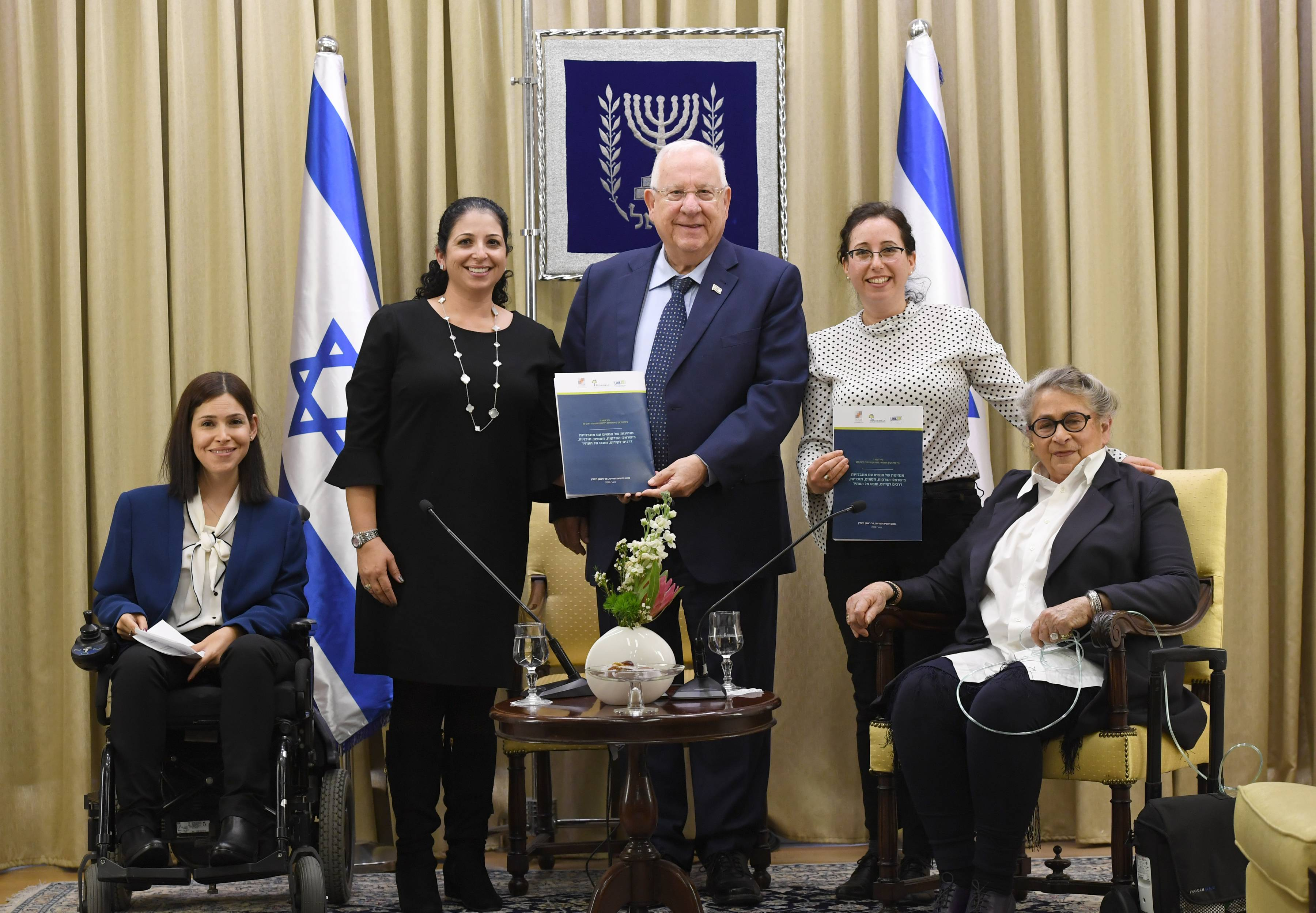
کارینه الحرار (سمت چپ) با رئیس‌جمهور روون ریولین در مورد «رهبری و ناتوانی» در ژانویه ۲۰۱۸ دیدار کرد.